# لوي أندرسون
لوي بيري أندرسون (من مواليد 24 مارس 1953) من أشهر الأمريكيين في الستاند أب كوميدي. أنشأ أندرسون سلسلة من الرسوم الكاريكاتورية (مع لوي)، وكتب ثلاثة كتب، وكان المضيف الأول في إحياء الجزء الثاني من لعبة تظهر عداء الأسرة.

## النشأة
ولد لوي أندرسون في مينيابوليس بولاية مينيسوتا، وكان أصغر إخوته الإحدى عشر. تزوج عام 1985 من طالبة في المدرسة الثانوية واستمر زواجهما أربعة اسابيع فقط.

## وصلات خارجية
- لوي أندرسون على موقع IMDb (الإنجليزية)
- لوي أندرسون على موقع ألو سيني (الفرنسية)
- لوي أندرسون على موقع ميوزك برينز (الإنجليزية)
- لوي أندرسون على موقع أول موفي (الإنجليزية)
- لوي أندرسون على موقع قاعدة بيانات الأفلام السويدية (السويدية)
- لوي أندرسون على موقع إن إن دي بي (الإنجليزية)
- لوي أندرسون على موقع قاعدة بيانات الفيلم (الإنجليزية)
- لوي أندرسون على موقع كينوبويسك (الروسية)